# Altimella nedong
Altimella nedong is een spinnensoort uit de familie Cicurinidae. De wetenschappelijke naam van de soort werd voor het eerst geldig gepubliceerd in 2024 door Wang en Z. S. Zhang
De sport komt voor in China.